# Lynne Carver

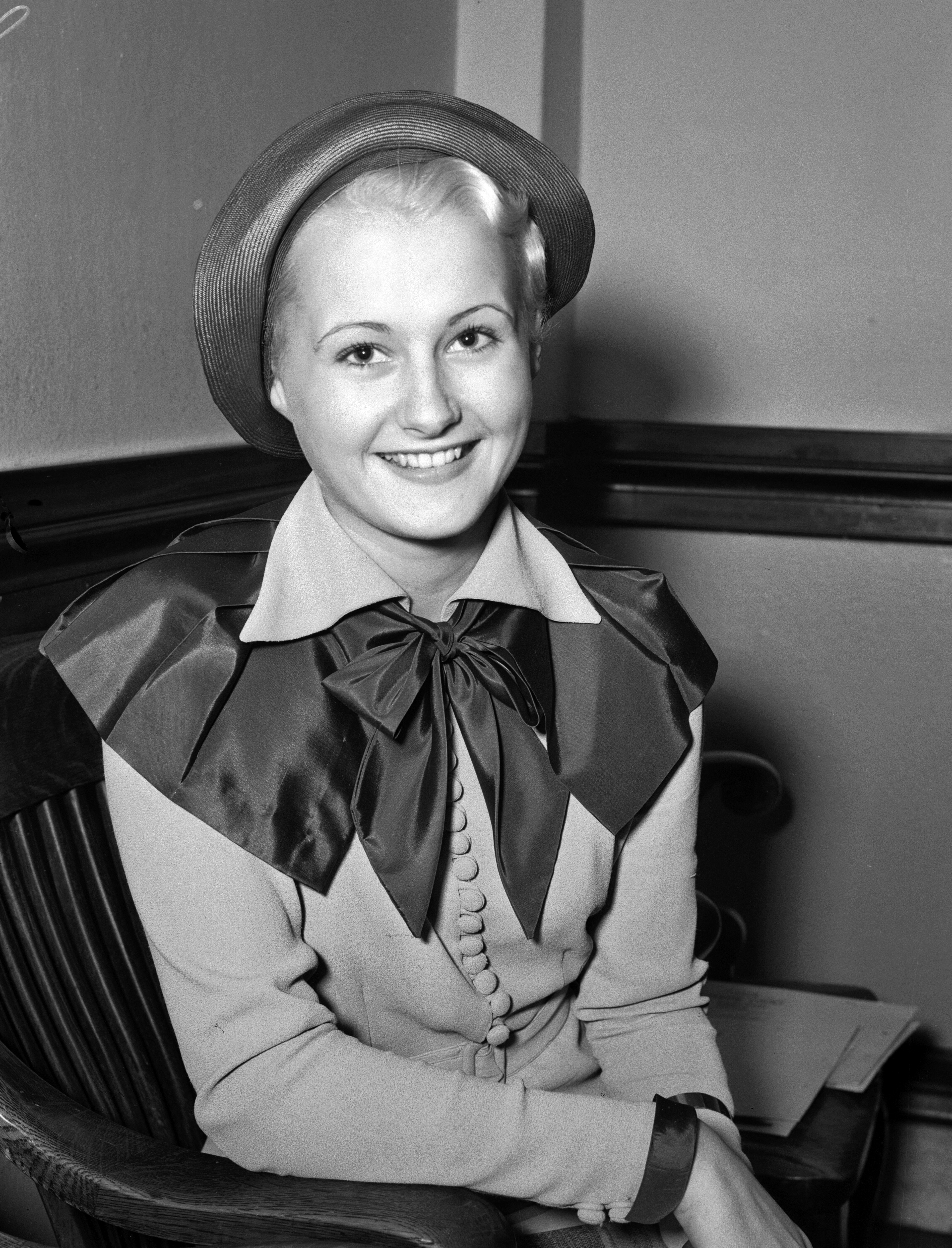
Lynne Carver (1934)

Lynne Carver (* 13. September 1916 in Lexington, Kentucky als Virginia Reid Sampson; † 12. August 1955 in New York City) war eine US-amerikanische Schauspielerin.

## Leben
Lynne Carver wurde nach dem Gewinn eines Schönheitswettbewerbs als Tänzerin in Revuefilmen aktiv. Mitte der 1930er Jahre kamen erste kleine Filmrollen. Eine erste größere Nebenrolle hatte sie in dem Musicalfilm Maienzeit (1937), es folgten weitere Auftritte bei Metro-Goldwyn-Mayer in zwei Dr.-Kildare-Filmen und neben Mickey Rooney in der Literaturverfilmung Die Abenteuer des Huckleberry Finn. In der Regel bediente sie das Rollenfach der freundlichen und attraktiven jungen Frau. Um die Zeit des Zweiten Weltkriegs schwand ihre Karriere, sie musste sich nun meist mit Rollen in B-Western begnügen. Zuletzt spielte sie 1948 in Crossed Trails an der Seite von Johnny Mack Brown, dann musste sie sich aufgrund ihrer schwachen Gesundheit aus dem Showgeschäft zurückziehen. Sie spielte allerdings später noch vereinzelt Theater.
Carver war viermal verheiratet, zuletzt von 1948 bis zu ihrem Tod mit William Mullaney. Sie starb 1955 im Alter von nur 38 Jahren infolge einer jahrelangen Krebserkrankung. Ihr Grab befindet sich auf dem Gate of Heaven Cemetery in Hawthorne, New York.

## Filmografie (Auswahl)
- 1934: Down to Their Last Yacht
- 1935: Roberta
- 1937: Maienzeit (Maytime)
- 1937: Die Braut trug Rot (The Bride Wore Red)
- 1938: Vorhang auf für Judy (Everybody Sing)
- 1938: A Christmas Carol
- 1938: Dr. Kildare: Sein erster Fall (Young Dr. Kildare)
- 1939: Die Abenteuer des Huckleberry Finn (The Adventures of Huckleberry Finn)
- 1939: Dr. Kildare: Unter Verdacht (Calling Dr. Kildare)
- 1940: Dulcy
- 1940: Broadway Melodie 1940 (Broadway Melody of 1940)
- 1940: Bitter Sweet
- 1942: Tennessee Johnson
- 1942: Man from Cheyenne
- 1943: Und das Leben geht weiter (The Human Comedy)
- 1943: Bühne frei für Lily Mars (Presenting Lily Mars)
- 1945: Flame of the West
- 1948: Crossed Trails